# De Codt (familie)

Wapen van de familie de Codt.

Familie de Codt is een adellijke familie met wortels in Ieper.

## Geschiedenis
In 1756 werd Henri-Louis de Codt (1725-1775), getrouwd met Marie-Madeleine Merghelynck (° 1731), door het Oostenrijkse bestuur opgenomen in de erfelijke adel. De adellijke status ging over op hun twee zoons: François de Codt (1757-1794), gemeenteraadslid van Ieper en Albert de Codt, burgemeester van Ieper, evenals op de zoon van François, Henri-Thomas de Codt (1784-1826).
De adellijke status werd terug opgenomen onder het Verenigd Koninkrijk der Nederlanden. Voor Albert de Codt gebeurde dit in 1816. Voor de anderen in 1828.
- In 1828 werd de weduwe van Henri-Thomas de Codt, Antoinette Wullens (1786-1845), ten persoonlijke titel in de erkende adel opgenomen. Ze verkreeg meteen ook de opname in de adel van haar twee minderjarige zoons, Gustave en Jules.
  - Gustave Louis Ghislain de Codt (Ieper, 10 mei 1813 - Brussel, 15 november 1896), zoon van Henri-Thomas de Codt en Antoinette Wullens, werd postbeambte. In 1828 werd hij in de erfelijke adel erkend. Hij bleef vrijgezel.
  - Jules Antoine Ghislain de Codt (Ieper, 27 februari 1816 - Brussel, 14 april 1888), de broer van Gustave, werd stadssecretaris en gemeenteraadslid van Ieper. In 1828 werd hij in de erfelijke adel erkend. Hij trouwde met Emerence Boedt (1825-1889) en ze hadden vijf kinderen.
    - Valère de Codt (1846-1908) trouwde met Marie Hynderick de Ghelcke (1855-1926).
    - Henri de Codt (1861-1925) trouwde met Marie-Jeanne Rolin (1866-1948). Hij was directeur bij het ministerie van Justitie, raadsheer bij het Chinees ministerie van Buitenlandse zaken en secretaris van de juridische raad van de regering in Egypte.
      - Jean de Codt (1889-1952) trouwde met Geneviève Janssens, dochter van baron Marcel Janssens, auditeur-generaal bij het Militair Gerechtshof. Hij was na de Eerste Wereldoorlog directeur bij de Dienst economische recuperatie, secretaris van de Geallieerde Commissie in Koblenz.
        - ridder Henri de Codt (1922-2010) trouwde met Thérèse de Pierpont Surmont de Volsberghe.
          - Jean-Louis de Codt (° 1955) trouwde met Laetitia Ryelandt. Hij bekroonde in 2014 zijn juridische loopbaan met zijn benoeming tot eerste voorzitter van het Hof van Cassatie.